# 1856 год
1856 (ты́сяча восемьсо́т пятьдеся́т шесто́й) год  по григорианскому календарю — високосный год, начинающийся во вторник. Это 1856 год нашей эры, 6‑й год 6‑го десятилетия XIX века 2‑го тысячелетия, 7‑й год 1850‑х годов. Он закончился 169 лет назад.
| Пн | Вт | Ср | Чт | Пт | Сб | Вс |
|    | 1  | 2  | 3  | 4  | 5  | 6  |
| 7  | 8  | 9  | 10 | 11 | 12 | 13 |
| 14 | 15 | 16 | 17 | 18 | 19 | 20 |
| 21 | 22 | 23 | 24 | 25 | 26 | 27 |
| 28 | 29 | 30 | 31 |    |    |    |

| Пн | Вт | Ср | Чт | Пт | Сб | Вс |
|    |    |    |    | 1  | 2  | 3  |
| 4  | 5  | 6  | 7  | 8  | 9  | 10 |
| 11 | 12 | 13 | 14 | 15 | 16 | 17 |
| 18 | 19 | 20 | 21 | 22 | 23 | 24 |
| 25 | 26 | 27 | 28 | 29 |    |    |

| Пн | Вт | Ср | Чт | Пт | Сб | Вс |
|    |    |    |    |    | 1  | 2  |
| 3  | 4  | 5  | 6  | 7  | 8  | 9  |
| 10 | 11 | 12 | 13 | 14 | 15 | 16 |
| 17 | 18 | 19 | 20 | 21 | 22 | 23 |
| 24 | 25 | 26 | 27 | 28 | 29 | 30 |
| 31 |    |    |    |    |    |    |

| Пн | Вт | Ср | Чт | Пт | Сб | Вс |
|    | 1  | 2  | 3  | 4  | 5  | 6  |
| 7  | 8  | 9  | 10 | 11 | 12 | 13 |
| 14 | 15 | 16 | 17 | 18 | 19 | 20 |
| 21 | 22 | 23 | 24 | 25 | 26 | 27 |
| 28 | 29 | 30 |    |    |    |    |

| Пн | Вт | Ср | Чт | Пт | Сб | Вс |
|    |    |    | 1  | 2  | 3  | 4  |
| 5  | 6  | 7  | 8  | 9  | 10 | 11 |
| 12 | 13 | 14 | 15 | 16 | 17 | 18 |
| 19 | 20 | 21 | 22 | 23 | 24 | 25 |
| 26 | 27 | 28 | 29 | 30 | 31 |    |

| Пн | Вт | Ср | Чт | Пт | Сб | Вс |
|    |    |    |    |    |    | 1  |
| 2  | 3  | 4  | 5  | 6  | 7  | 8  |
| 9  | 10 | 11 | 12 | 13 | 14 | 15 |
| 16 | 17 | 18 | 19 | 20 | 21 | 22 |
| 23 | 24 | 25 | 26 | 27 | 28 | 29 |
| 30 |    |    |    |    |    |    |

| Пн | Вт | Ср | Чт | Пт | Сб | Вс |
|    | 1  | 2  | 3  | 4  | 5  | 6  |
| 7  | 8  | 9  | 10 | 11 | 12 | 13 |
| 14 | 15 | 16 | 17 | 18 | 19 | 20 |
| 21 | 22 | 23 | 24 | 25 | 26 | 27 |
| 28 | 29 | 30 | 31 |    |    |    |

| Пн | Вт | Ср | Чт | Пт | Сб | Вс |
|    |    |    |    | 1  | 2  | 3  |
| 4  | 5  | 6  | 7  | 8  | 9  | 10 |
| 11 | 12 | 13 | 14 | 15 | 16 | 17 |
| 18 | 19 | 20 | 21 | 22 | 23 | 24 |
| 25 | 26 | 27 | 28 | 29 | 30 | 31 |

| Пн | Вт | Ср | Чт | Пт | Сб | Вс |
| 1  | 2  | 3  | 4  | 5  | 6  | 7  |
| 8  | 9  | 10 | 11 | 12 | 13 | 14 |
| 15 | 16 | 17 | 18 | 19 | 20 | 21 |
| 22 | 23 | 24 | 25 | 26 | 27 | 28 |
| 29 | 30 |    |    |    |    |    |

| Пн | Вт | Ср | Чт | Пт | Сб | Вс |
|    |    | 1  | 2  | 3  | 4  | 5  |
| 6  | 7  | 8  | 9  | 10 | 11 | 12 |
| 13 | 14 | 15 | 16 | 17 | 18 | 19 |
| 20 | 21 | 22 | 23 | 24 | 25 | 26 |
| 27 | 28 | 29 | 30 | 31 |    |    |

| Пн | Вт | Ср | Чт | Пт | Сб | Вс |
|    |    |    |    |    | 1  | 2  |
| 3  | 4  | 5  | 6  | 7  | 8  | 9  |
| 10 | 11 | 12 | 13 | 14 | 15 | 16 |
| 17 | 18 | 19 | 20 | 21 | 22 | 23 |
| 24 | 25 | 26 | 27 | 28 | 29 | 30 |

| Пн | Вт | Ср | Чт | Пт | Сб | Вс |
| 1  | 2  | 3  | 4  | 5  | 6  | 7  |
| 8  | 9  | 10 | 11 | 12 | 13 | 14 |
| 15 | 16 | 17 | 18 | 19 | 20 | 21 |
| 22 | 23 | 24 | 25 | 26 | 27 | 28 |
| 29 | 30 | 31 |    |    |    |    |

## События
- 1 января — отменена монополия на фарерскую торговлю.
- 1 февраля — началось наступление повстанцев-тайпинов от Нанкина на восток к морскому побережью Китая
- 18 февраля — в Османской империи издан указ (гатти-гумаюн), гарантирующий традиционные права христианских общин, подтверждающий постановления танзимата, равенство всех религий и народностей и дающий христианам доступ ко всем должностям.
- 25 февраля — открылся Парижский конгресс под председательством министра иностранных дел Франции графа Александра Валевского. Конгресс должен был подвести итоги Крымской войны.
- 26 февраля — конгресс Коста-Рики дал президенту Хуану Рафаэлю Море чрезвычайные полномочия в связи с намечавшейся войной против Никарагуа[1].
- 1 марта — Коста-Рика объявила войну Никарагуа, где правил Уильям Уокер и через три дня открыла военные действия[2].
- 20 марта — войска Коста-Рики разбили отряды Уокера при Санта-Росе[3].
- 30 марта
  - Подписан Парижский мирный договор по итогам Крымской войны[4].
  - Российская империя, Франция и Великобритания подписали в рамках Парижского мирного договора первую Аландскую конвенцию, согласно которой Россия обязалась не строить укреплений на принадлежавших ей Аландских островах[4].
- 11 апреля — сражение армий Коста-Рики и Никарагуа под Ривасом. Понеся большие потери, ни одна из сторон не добилась успеха. В конце апреля президент Коста-Рики отдал своей армии приказ об отходе[5].
- 16 апреля — заключена Парижская декларация о морской войне[6].
- 21 апреля — каменщики и рабочие строек в Мельбурне вышли на марш протеста, требуя сокращения рабочего дня до 8 часов. Организаторы акции первыми в мире добились перехода на 8-часовой рабочий день без потери в заработной плате.
- 29 апреля — открыт виленский Музей древностей, первый публичный музей в Литве.
- В Петербурге на Васильевском острове основан Балтийский завод — крупнейшее судостроительное предприятие России[7].
- 24 мая — Американский аболиционист Джон Браун во главе небольшого отряда, в составе которого были трое его сыновей, ночью напал на поселение Потаватоми-Крик в Канзасе (США), так как было известно, что белые жители этого посёлка нападали на проповедников аболиционизма, избивали их, а нескольких убили.

Браун и его люди стучались в двери домов под видом заблудившихся путников, а когда им открывали, вытаскивали мужчин на улицу и убивали их.
- 2 июня — основан Благовещенск, центр Амурской области, в месте слияния рек Амур и Зея.
- 12 июля — Уильям Уокер провозгласил себя президентом Никарагуа, контролируя всего две провинции страны[8].
- 2 сентября — в Нанкине заговорщиками убит тайпинский полководец Ян Сюцин.
- 21 сентября — Уильям Уокер подписал декрет о восстановлении рабства в Никарагуа[8].
- 24 сентября — в Никарагуа союзные армии Гватемалы и Сальвадора занимают Манагуа[9].
- 8 октября — ведя поиски пиратов и контрабандистов, китайские власти арестовали на Жемчужной реке возле Кантона 12 матросов-китайцев, шедших на судне «Эрроу», имевшем британский флаг. Инцидент использован англичанами как повод к Второй опиумной войне.
- 12 октября — королева Испании Изабелла II отправила в отставку премьер-министра Леопольдо О’Доннеля и назначила на его место генерала Рамона Марию Нарваэса[10].
- 13 декабря — в Стамбуле подписан первый договор между США и Ираном, предусматривавший установление дипломатических отношений и беспошлинную торговлю между странами[11].
- 14 декабря — коалиционная армия после долгой осады заняла временною столицу Никарагуа город Гранаду. Самопровозглашённый президент Уильям Уокер бежал, приказав взорвать город[9].

## Без точных дат
- Тайпины снесли Фарфоровую пагоду в Нанкине.
- Цинские власти в Гуанси казнили французского миссионера отца Огюста Шапделена и двоих его китайских последователей — скорее всего, их просто спутали с тайпинами. Инцидент использован французами как повод к Второй опиумной войне.
- Расколы среди самих тайпинов дошли до резни. С ведома тайпинского «государя» Хун Сюцюаня в Нанкине убиты тысячи сторонников зарезанного тайпинского полководца Ян Сюцина.
- В связи с коронацией Александра II был введён чин обер-форшнейдера (следовал за блюдами и разрезал кушанья для императорской четы), чин II и III классов.

## Родились
См. также: Категория:Родившиеся в 1856 году
- 6 марта — Василий Васильевич Матэ, русский художник, рисовальщик, гравёр.
- 17 марта — Михаил Александрович Врубель, русский художник (ум. 1910).
- 2 мая — Василий Розанов, русский религиозный философ, литературный критик и публицист, один из самых противоречивых русских философов XX века.
- 6 мая — Зигмунд Фрейд, основатель психоанализа.
- 17 июня — Франц Алексеевич Рубо, русский художник.
- 10 июля — Никола Тесла, изобретатель.
- 26 июля — Джордж Бернард Шоу, британский драматург, писатель, романист, лауреат Нобелевской премии в области литературы.
- 27 августа — Иван Франко, украинский писатель, поэт, публицист, переводчик.

## Скончались
См. также: Категория:Умершие в 1856 году
- 12 января — Людовит Велислав Штур, словацкий поэт, филолог, общественный деятель (род. 1815).
- 1 февраля — Иван Фёдорович Паскевич, русский военный деятель (род. в 1782).
- 14 февраля — Екатерина Александровна Хитрово, сестра милосердия и настоятельница Крестовоздвиженской общины сестёр милосердия в период Крымской войны.
- 17 февраля — Генрих Гейне, немецкий поэт (род в 1797).
- 24 февраля — Николай Иванович Лобачевский, русский математик (род. 1792).
- 26 апреля — Пётр Яковлевич Чаадаев, русский философ и публицист (род. 1794).
- 23 июня — Иван Васильевич Киреевский, русский религиозный философ, литературный критик и публицист (род. 1806).
- 26 июня — Макс Штирнер, настоящее имя Иоганн Каспар Шмидт), немецкий философ (род. 1806).
- 9 июля — Амедео Авогадро, граф, итальянский учёный, физик и химик, открыватель закона Авогадро (род. 1776).
- 29 июля — Карел Гавличек-Боровский, чешский политический деятель, поэт и публицист, один из основоположников чешской журналистики, сатиры и литературной критики (род. 1821).
- 19 августа — Шарль Фредерик Жерар, французский химик (род. 1816).
- 30 августа — Гилберт Эббот Э-Беккет британский писатель-сатирик (род. 1811).
- 28 сентября — Франц Карл Моверс, немецкий римско-католический богослов, востоковед и педагог (род. 1806)[12][13].
- 6 октября — Густав Адольф Гиппиус, художник-портретист балтийско-немецкого происхождения, литограф и педагог (род. 1792).
- 18 ноября — Михаил Семёнович Воронцов, граф, светлейший князь, генерал-фельдмаршал, генерал-адъютант; почётный член ПАН; новороссийский и бессарабский генерал-губернатор (1823—1844) (род. 1782).